# 尼韦勒
尼韦勒（法語：Nivelles，法語發音：[nivɛl] ⓘ，[ˈnɛi̯vəl] ⓘ）是比利时瓦隆大区瓦隆布拉班特省的一座城市，西南两面与埃諾省接壤，通行法语，是比利时法语社群的一部分，面积60.60平方千米，人口28,521人（2018年1月1日）。

## 历史

### 圣格特鲁德
自公元前4000年起，今天尼韦勒附近的区域便逐渐被早先的定居者农用。公元1世纪，随着古罗马的入侵，当地大部分的原始文化被摧毁了。3世纪，日耳曼人入侵，许多罗马建筑被毁。
7世纪，这片区域是法兰克王国奥斯特拉西亚的一部分，宫相兰登的丕平在这里建造了一座面积78平方千米的别墅。640年，丕平死后，马斯特里赫特主教——后来的圣阿曼德，督促丕平的遗孀伊塔在他们的别墅内建立一座修道院。丕平的女儿格特鲁德任该修道院的首任院长，其死后被册封为圣女。由于朝圣者越来越多，因此教堂越建越大，最终建成了今天的罗曼式教堂。1046年，神聖羅馬皇帝亨利三世和列日主教瓦佐出席了教堂的献堂礼。这是尼韦勒修道院的黄金时代，彼时拥有远至弗里斯兰、摩泽尔河及莱茵河的领地。

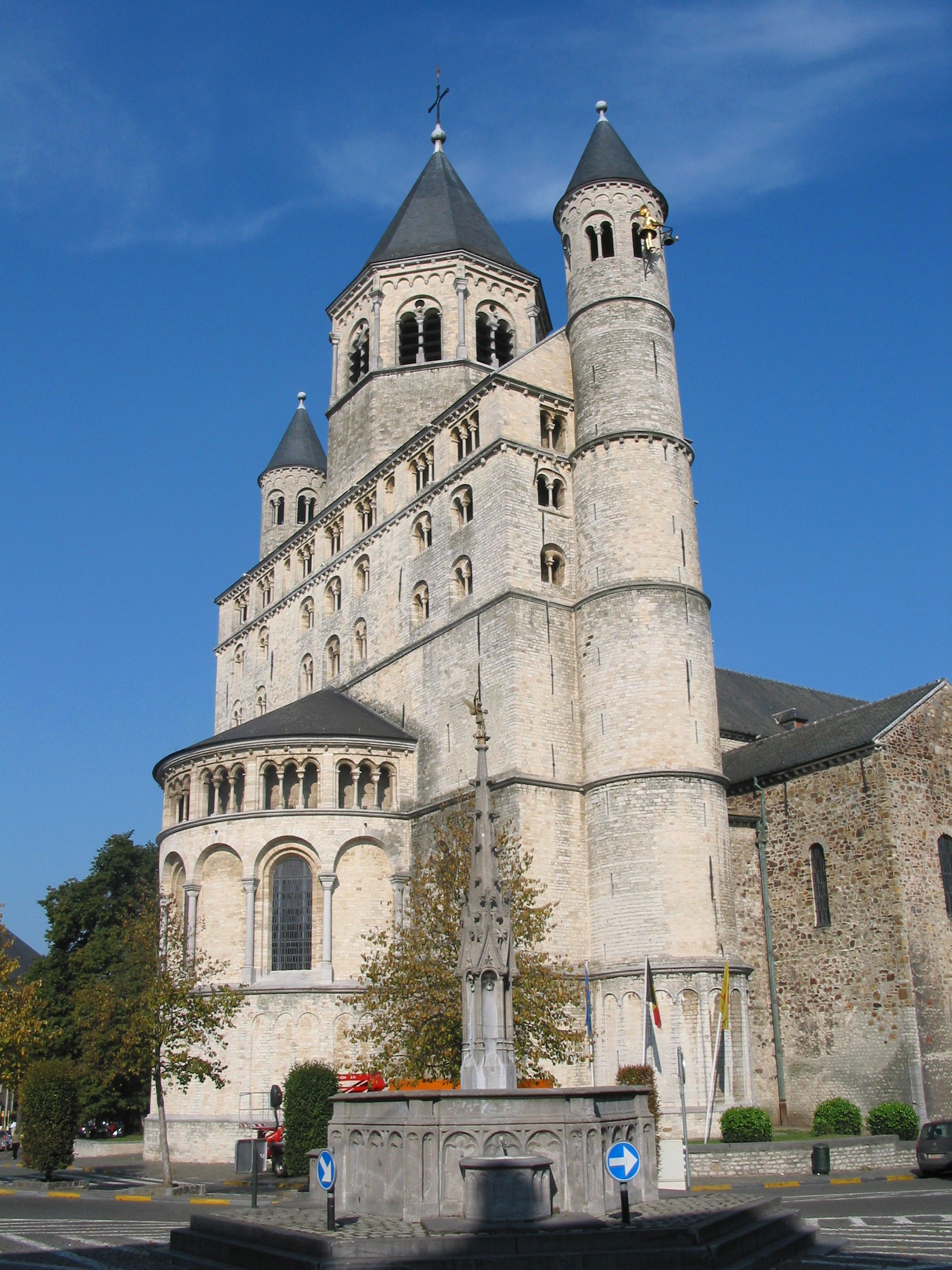
尼韦勒圣格特鲁德协同教堂

### 13世纪至1830年
13世纪，围绕教堂发展起来的城市成为了布拉班特公国的一部分。市内居民主要是手工业者和行會成员，他们经常与修道院长和公爵就其权利问题发生冲突。14世纪，布拉班特女公爵约翰娜授予了这些权利。1647年，市内的棉线工人发动了一次大暴动，迫使市内许多厂主移居法国，导致城市经济衰退。17世纪，法国与西屬尼德蘭交战，尼韦勒多次被围攻和占领，更加剧了城市的衰落。18世纪，在奥地利和法国统治期间，城市进行了宗教和行政改革。

### 1830年至今
1830年，尼维勒是首批向布鲁塞尔派遣爱国部队参加比利时革命的城市之一。接下来的几年里，尼维勒的重工业不断发展，包括金属加工和铁路建设。第一次世界大战期间，对城市的轰炸给尼韦勒的建筑造成了一些破坏，但是第二次世界大战期间情况更糟糕：1940年5月14日，几乎整个市中心都被摧毁，只有协同教堂的墙还没有倒。1984年，教堂的重建工作完成，但其南侧仍可见断壁残垣。

## 文化

### 民俗
- 同阿特一样，尼韦勒有许多巨型木偶，其中一个歌利亚木偶可追溯至1365年。
- 尼韦勒每年举行圣格特鲁德游行，此传统始于13世纪
- 始于19世纪的尼韦勒狂欢节（法语：Carnaval de Nivelles），举办时间为大齋期的第一个周末。与班什狂欢节（法语：Carnaval de Binche）一样，尼韦勒狂欢节也有著名的吉勒（法语：Gilles）。

### 名胜

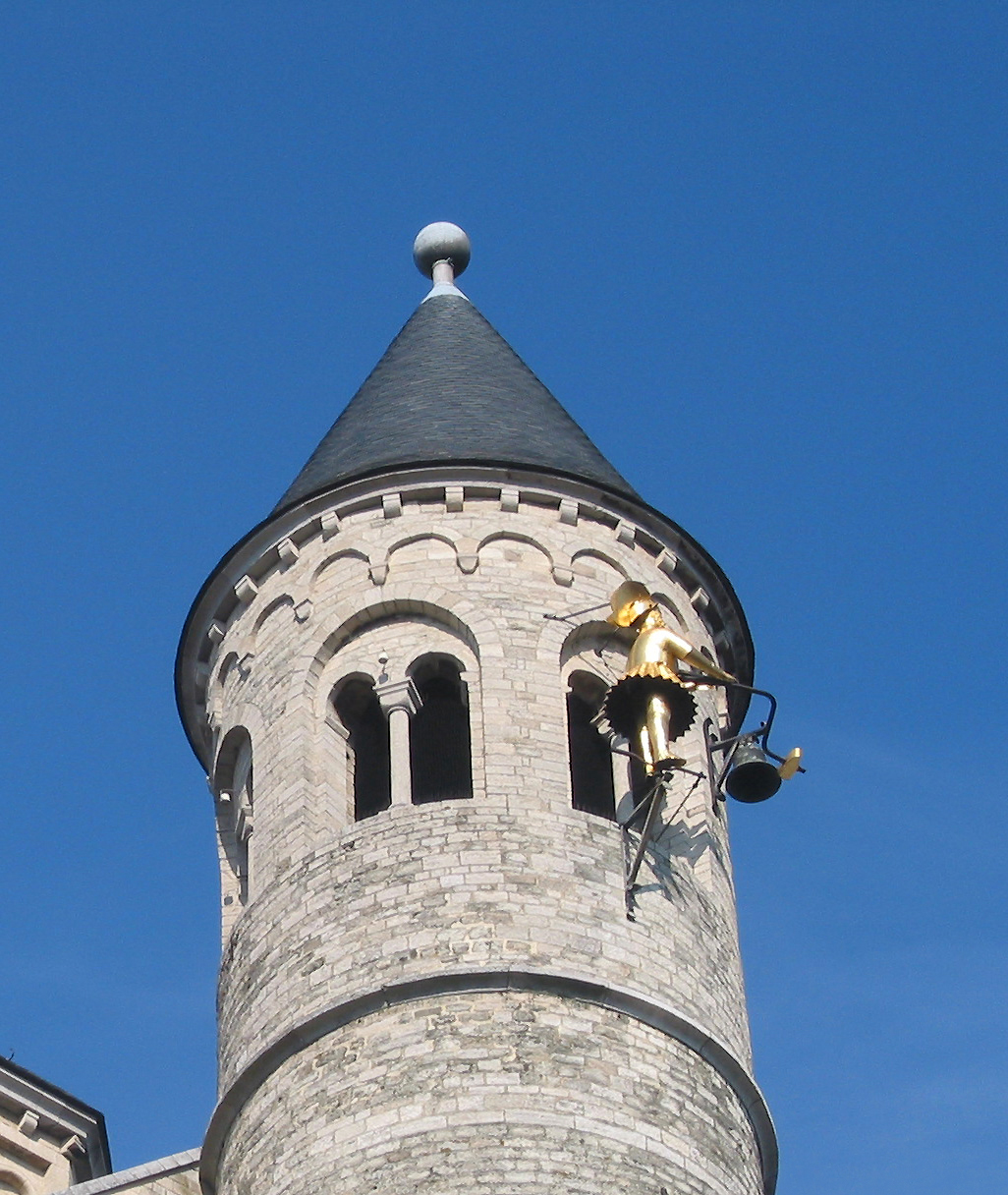
尼韦勒的让

- 尼韦勒圣格特鲁德协同教堂（法语：Collégiale Sainte-Gertrude de Nivelles）可以追溯到11至13世纪，是比利时最完美的罗曼式建筑之一，被视作欧洲最重要的遗产之一。教堂下面有墨洛溫王朝和卡洛林王朝时期的墓葬，其罗曼式地下墓室是欧洲最大者之一
- 教堂的钟塔上有一个两米高的雅克马尔报时人像，被称为“尼韦勒的让（法语：Jean de Nivelles）”，铸于1400年左右
- 建于16世纪的重整会（法语：Frères mineurs récollets）女修道院和教堂

## 体育
1972年和1974年一级方程式赛车的比利時大獎賽在尼韦勒举办，埃默松·菲蒂帕尔迪在两次比赛中均获胜，赛车场如今改建为工业区。
2007年9月，第七届欧洲手球冠军赛在尼韦勒举办。

## 人物
- 兰登的丕平，墨洛溫王朝奥斯特拉西亚的宫相
- 尼韦勒的格特鲁德（英语：Gertrude of Nivelles），丕平的女儿，尼韦勒修道院的首任院长，天主教圣女
- 约翰·塞尔克拉斯，三十年戰爭期间神圣罗马帝国的将军

## 友好城市
- 法國 桑特
- 法國 圣瑞斯特昂绍塞